# Tresse au beurre
Pour les articles homonymes, voir Tresse (homonymie).

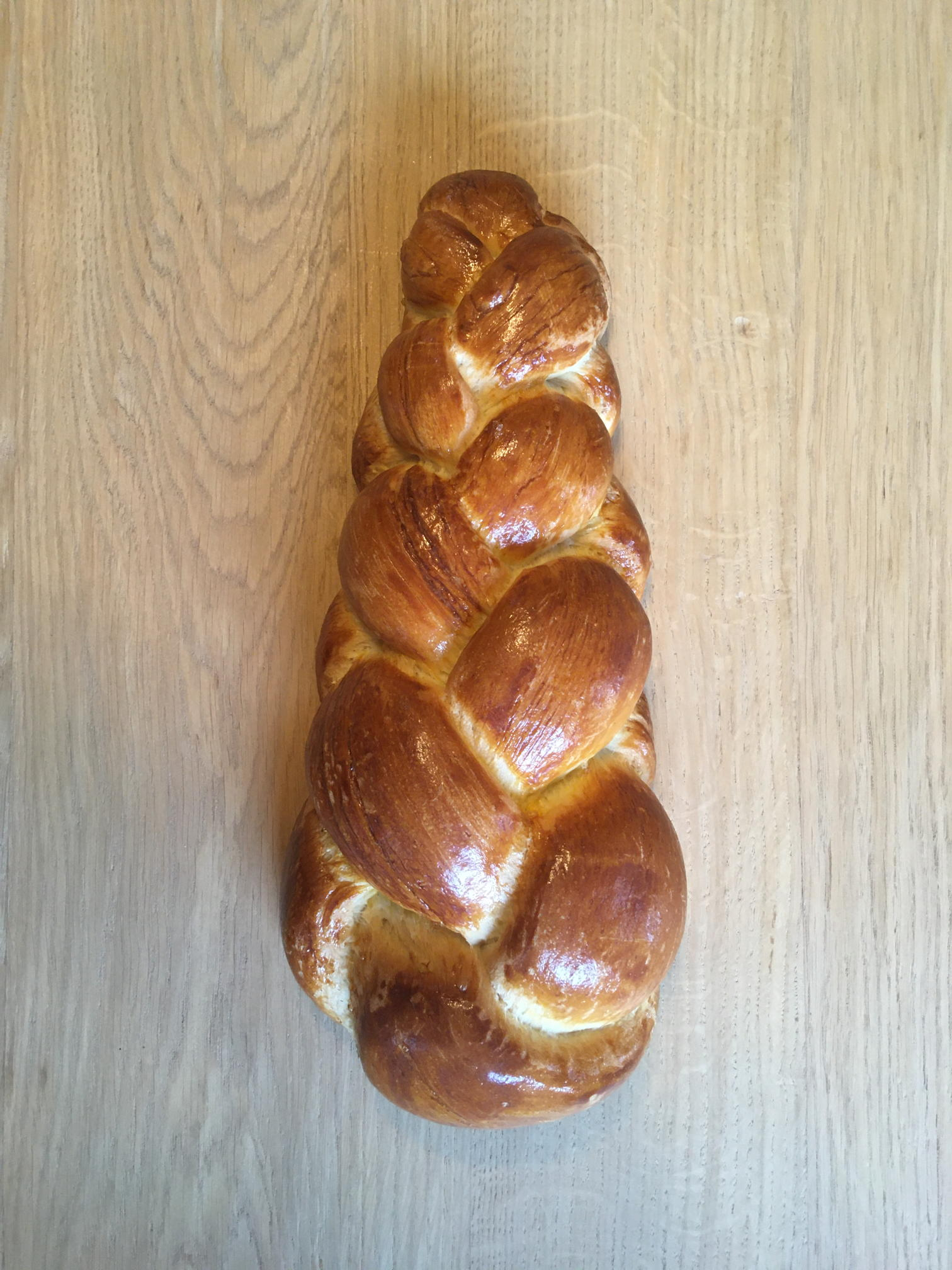
Tresse au beurre.

La tresse au beurre (allemand : Butterzopf, Hefezopf ou Zopf ; bernois : Züpfe ; italien : treccia),  est une pâtisserie, à mi-chemin entre la viennoiserie et la brioche.
Il s'agit d'un pain tressé contenant du beurre et badigeonné de jaune d'œuf. À l'époque, elle était servie lors des cérémonies religieuses. Au Nouvel An, la tresse devait aussi préparer le palais au goût de la galette des Rois, légèrement plus sucrée.
La tradition s'est imposée en Suisse et dans le sud-ouest de l'Allemagne où la tresse au beurre est devenue le pain du dimanche matin. De nos jours, il est difficile de trouver une boulangerie suisse qui ne propose pas de tresse en fin de semaine.

## Le beurre
Chaque artisan boulanger dispose de sa propre recette où entre en jeu la quantité de sucre contenu dans la tresse. Le sel apporte le fondant et permet au pain de se conserver plus longtemps. Si certains fabricants, grands producteurs de tresses, tentent d'économiser sur la quantité de beurre, l'appellation « tresse au beurre » n'est valable que si la pâte contient au minimum 5 % de beurre.
Elle se fait aussi sans cube de levure mais simplement avec de la levure (en poudre).